# Réo
Réo è un dipartimento del Burkina Faso classificato come città, capoluogo della provincia  di Sanguié, facente parte della Regione del Centro-Ovest.
Il dipartimento si compone del capoluogo e di altri 12 villaggi: Bépoidyr, Bonyolo, Ekoulkoala, Goundi, Guido, Kilsio, Perkouan, Sandié, Séboun, Sémapoun, Vour e Zoula.